# Sobral de Monte Agraço
Sobral de Monte Agraço est une municipalité (en portugais : concelho ou município) du Portugal, située dans le district de Lisbonne et l'Ouest et Vallée du Tage.

## Géographie
Sobral de Monte Agraço est limitrophe :
- au nord, de Torres Vedras et Alenquer,
- au sud-est, de Arruda dos Vinhos,
- au sud et à l'ouest, de Mafra.

## Démographie
| 1801 | 1849  | 1900  | 1930  | 1960  | 1981  | 1991  | 2001  | 2011   |
| ---- | ----- | ----- | ----- | ----- | ----- | ----- | ----- | ------ |
| 952  | 3 921 | 5 747 | 6 845 | 7 744 | 7 863 | 7 245 | 8 927 | 10 156 |

## Subdivisions
La municipalité de Sobral de Monte Agraço groupe 3 freguesias :
- Santo Quintino
- Sapataria
- Sobral de Monte Agraço